# Die ehrbare Dirne (Film)
Die ehrbare Dirne ist ein den US-amerikanischen Südstaaten-Rassismus thematisierendes französisches Filmdrama aus dem Jahre 1952 von Marcello Pagliero mit Barbara Laage in der Titelrolle. Die männliche Hauptrolle spielt Ivan Desny. Die Geschichte basiert auf dem gleichnamigen Theaterstück (1946) von Jean-Paul Sartre, der auch am Drehbuch beteiligt gewesen war.

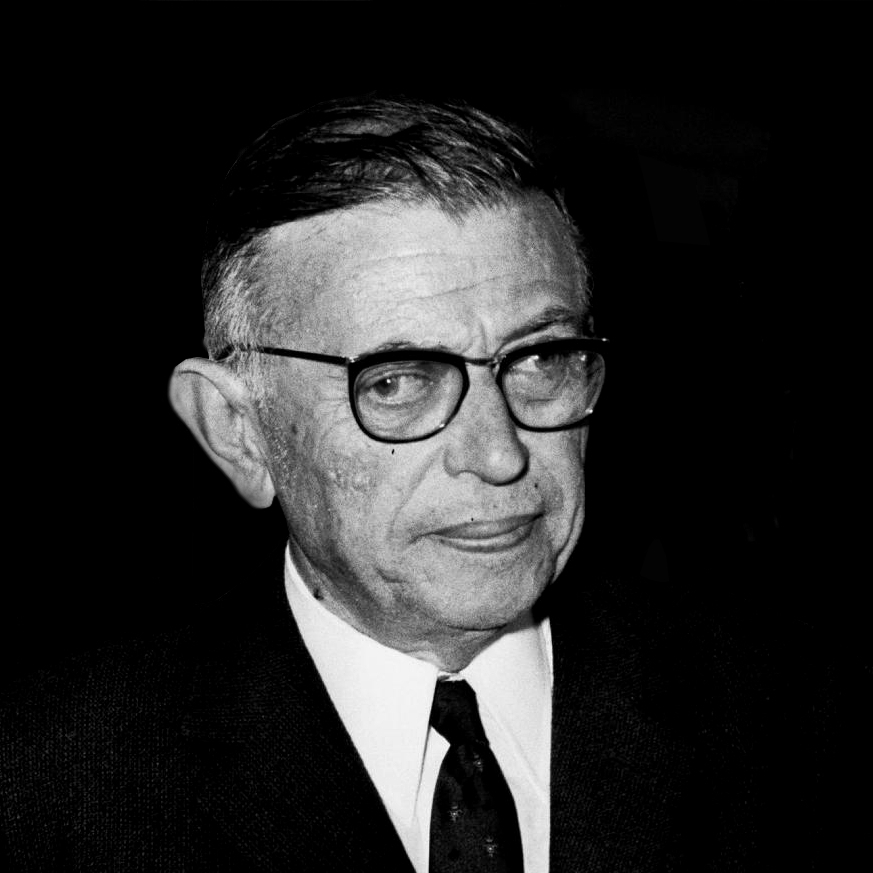
Lieferte die literarische Vorlage: Jean-Paul Sartre (um 1967)

## Handlung
Die Vereinigten Staaten, gleich nach Ende des Zweiten Weltkriegs. Die New Yorker Prostituierte Lizzie MacKay hat sich entschlossen, die Großstadt zu verlassen und fährt mit dem Zug in den Süden der USA. Dort herrscht noch allgemein Rassentrennung und ein allgemeiner Rassismus ist allgegenwärtig und virulent. Während der Zugfahrt wird sie von zwei betrunkenen Weißen massiv belästigt. Daraufhin begibt sie sich rasch in den Teil des Zuges, der für die Schwarzen reserviert ist, gefolgt von den beiden Weißen. Dort erkennen zwei schwarze Männer ihre Notsituation und greifen ein. Es kommt zu einem Handgemenge, bei dem einer der Weißen einen der Schwarzen umbringt. Der andere Schwarze flieht daraufhin in Todesangst. Als die Polizei der Angelegenheit nachgeht und den weißen Todesschützen Teddy Barnes, den Neffen des sehr mächtigen Senators Edward Clarke, verhaftet, nimmt die Sache eine überraschende Wende. Der Senator tut alles, um seinem Neffen eine wahrscheinliche Gefängnisstrafe zu ersparen. Er lässt das Gerücht streuen, dass die beide Schwarzen die Angreifer waren, die Lizzies Unversehrtheit bedroht hatten, und dass Teddy und sein Begleiter ihr lediglich zu Hilfe eilen wollten. Die Prostituierte wird vom Clarkeschen Umfeld massiv unter Druck gesetzt, diese Behauptung zu bestätigen. Damit gerät Sidney, der flüchtige Schwarze, als Zielscheibe in den Mittelpunkt der Justiz und der polizeilichen Verfolgung. 
Eines Morgens erhält Lizzie Besuch von Sidney in ihrem Zimmer. Um sein nacktes Leben fürchtend, beschwört er Lizzie geradezu, die Wahrheit zu sagen und damit seine Unschuld zu untermauern. Lizzie verspricht es ihm, weist ihn aber bald aus ihrer Wohnung, da noch der Freier von letzter Nacht in ihrem Badezimmer sei. Der Afroamerikaner kann nicht ahnen, dass es sich bei ihrem Kunden um Fred Clarke, den Sohn des Senators, handelt. Bald kommt Fred auf den eigentlichen Grund seines Besuchs. Es ging ihm weniger um den bezahlten Sex als vielmehr darum, Lizzie noch einmal seine Version der Vorgänge im Zug klarzumachen, die sie sich zu eigen machen solle. Doch Lizzie bleibt standhaft und will bei ihrem Versprechen gegenüber Sidney bleiben. Fred erweist sich immer mehr als ein verzogener, unreifer und blasierter Vertreter der weißen Südstaaten-Oberschicht, der es gewohnt ist das zu bekommen, was er haben will. Doch auch sein Bestechungsversuch bringt Lizzie nicht auf (seine) Linie. Daraufhin unternehmen die Clarkes weitere Maßnahmen, Lizzie zu einem Einlenken zu überreden. Es tauchen zwei mit Clarke junior befreundete Polizisten, John und James, auf und setzen die Hure mit allerlei Drohungen unter Druck: Sie verlangen von ihr, eine vorbereitete Erklärung über die angebliche Vergewaltigung im Zug zu unterschreiben. Und wieder bleibt die ansonsten Käufliche standhaft und verweigert sich diesem unmoralischen Ansinnen.
Da alles nicht zu helfen scheint, nimmt Senator Clarke nun die Dinge selbst in die Hand. Sein Stil ist ein anderer, auch wenn die Zielsetzung dieselbe ist. Er versucht, mit Freundlichkeit, guten Manieren, Schmeicheleien, Appellen an ihr Mitgefühl und Patriotismus zu punkten. Doch hinter all seinen Floskeln verbergen sich all die unappetitlichen Charaktereigenschaften, die Lizzie bereits bei der hiesigen weißen „Herrenrasse“ ausgemacht hatte: Rassismus, Antisemitismus und Klassenhass. Dennoch lässt sie sich einlullen und unterschreibt den Schriftsatz, den der Senator ihr zur Unterschrift vorlegt. Dann verlässt er sofort ihr Apartment. Noch einmal erhält Lizzie Besuch vom Senator. Er will sich vergewissern, dass sie bei ihrer gemachten Aussage bleibt, damit es vor Gericht nicht zu einer bösen Überraschung kommt. Ehe er wieder geht, lässt er bei ihr 100 Dollar liegen. Während Teddy weder auf freiem Fuß ist, fahndet die Polizei fieberhaft nach dem noch immer flüchtigen Afroamerikaner. Der wurde zuletzt in Lizzies Straße gesichtet. Eine Schar weißer „gutsituierter Bürger“ bietet sich der Staatsmacht an, bei der Suche nach dem schwarzen, angeblichen Vergewaltiger zu helfen. Man sperrt die Straße ab und durchsucht alle Häuser. Man entdeckt einen Schwarzen, den man für Sidney hält, und lyncht ihn. Der Gesuchte fühlt sich nur in Lizzies Wohnung sicher und ist dorthin geflüchtet. Da Lizzie als Opfer schwarzer Gewalt gilt, kann sie es verhindern, dass der weiße Mob ihre Wohnung durchsucht. Bald darauf taucht Fred dort auf, woraufhin der Schwarze fluchtartig die Örtlichkeit verlässt und in einem Polizeiauto Zuflucht vor der tobenden Masse findet. Fred will hinter ihm her, doch mit ihrem Revolver hindert Lizzie ihn daran. Aus der einst gesellschaftlich geächteten Hure ist die titelgebende „ehrbare Dirne“ geworden.

## Produktionsnotizen
Die ehrbare Dirne entstand zwischen dem 19. März und dem 15. Mai 1952 und erlebte seine Weltpremiere am 8. Oktober 1952. In Deutschland lief der Film am 27. Februar 1953 an. 
Sacha Kamenka übernahm die Produktionsleitung, die Filmbauten schuf Maurice Colasson. Jacques Natteau war einfacher Kameramann unter Eugen Schüfftans fotografischer Leitung. Tony Leenhardt sorgte für den Ton.

## Synchronisation
| Rolle          | Darsteller     | Synchronsprecher |
| -------------- | -------------- | ---------------- |
| Lizzie         | Barbara Laage  | Eva Böttcher     |
| Fred Clarke    | Ivan Desny     | Rolf Mamero      |
| Sidney         | Schetting      | Kurt A. Jung     |
| Teddy Barnes   | Walter Bryant  | Heinz Suchantke  |
| Senator Clarke | Marcel Herrand | Richard Münch    |

Die deutsche Synchronregie besorgte Edgar Flatau.

## Kritiken
Der Spiegel verortete in diesem Film “pathetische(n) Vergröberungen und penetrante(n) Typisierungen”. Die Inszenierung besitze dennoch “die Vorzüge eines Reißers, und in einigen gelungenen Milieubildern mit knappen, schnoddrigen Dialogen hebt sich die Dirne (Barbara Laage) attraktiv aus dem Schwarz-Weiß-Mosaik heraus.”
Georges Sadoul hingegen nannte Paglieros Verfilmung kurz „mutig und wahrheitsgetreu“.
Im Lexikon des Internationalen Films heißt es: „Der Rossellini-Schüler Pagliero hat das seinerzeit wegen seiner klaren Parteilichkeit für die Afroamerikaner und seiner deutlichen Dialoge „skandalöse“ Theaterstück von Sartre mit starken Anleihen beim italienischen Neorealismus sorgfältig und spannend inszeniert. Eine der wenigen gelungenen Verfilmungen eines Werkes von Sartre.“